# Bernard McConville
Bernard McConville (16 de outubro de 1887 – 27 de dezembro de 1961) foi um roteirista norte-americano. Nascido em Denver, Colorado, ele escreveu os roteiros para 92 filmes, entre 1915 e 1946, incluindo Alladin and His Wonderful Lamp (1917), Little Lord Fauntleroy (1921) e The Extra Girl (1923). Faleceu em Condado de Los Angeles, Califórnia.

## Filmografia selecionada
- The Rose of Blood (1917)
- The Deciding Kiss (1918)
- That Devil, Bateese (1918)
- Bare Fists (1919)
- A Connecticut Yankee in King Arthur's Court (1921)
- Little Lord Fauntleroy (1921)
- The Phantom of the Opera (1925)
- King of the Pecos (1936)
- The Lonely Trail (1936)
- I Cover the War (1937)
- Overland Stage Raiders (1938)